# F-117 (航空機)
F-117 ナイトホーク
- 用途：対地攻撃機
- 分類：攻撃機
- 製造者：ロッキード（現ロッキード・マーティン）社
- 運用者： アメリカ合衆国（アメリカ空軍）
- 初飛行：1981年6月18日
- 生産数：64機
- 運用開始：1983年10月
- 退役：2008年4月22日
- 運用状況：保管中(アグレッサー部隊で使用)
- ユニットコスト：1億2,200万USドル

F-117とは、ロッキード社（現ロッキード・マーティン社）が開発した、アメリカ合衆国のステルス攻撃機。英語ではエフ・ワン・セブンティーンと呼ばれ、愛称はナイトホーク（Nighthawk）。

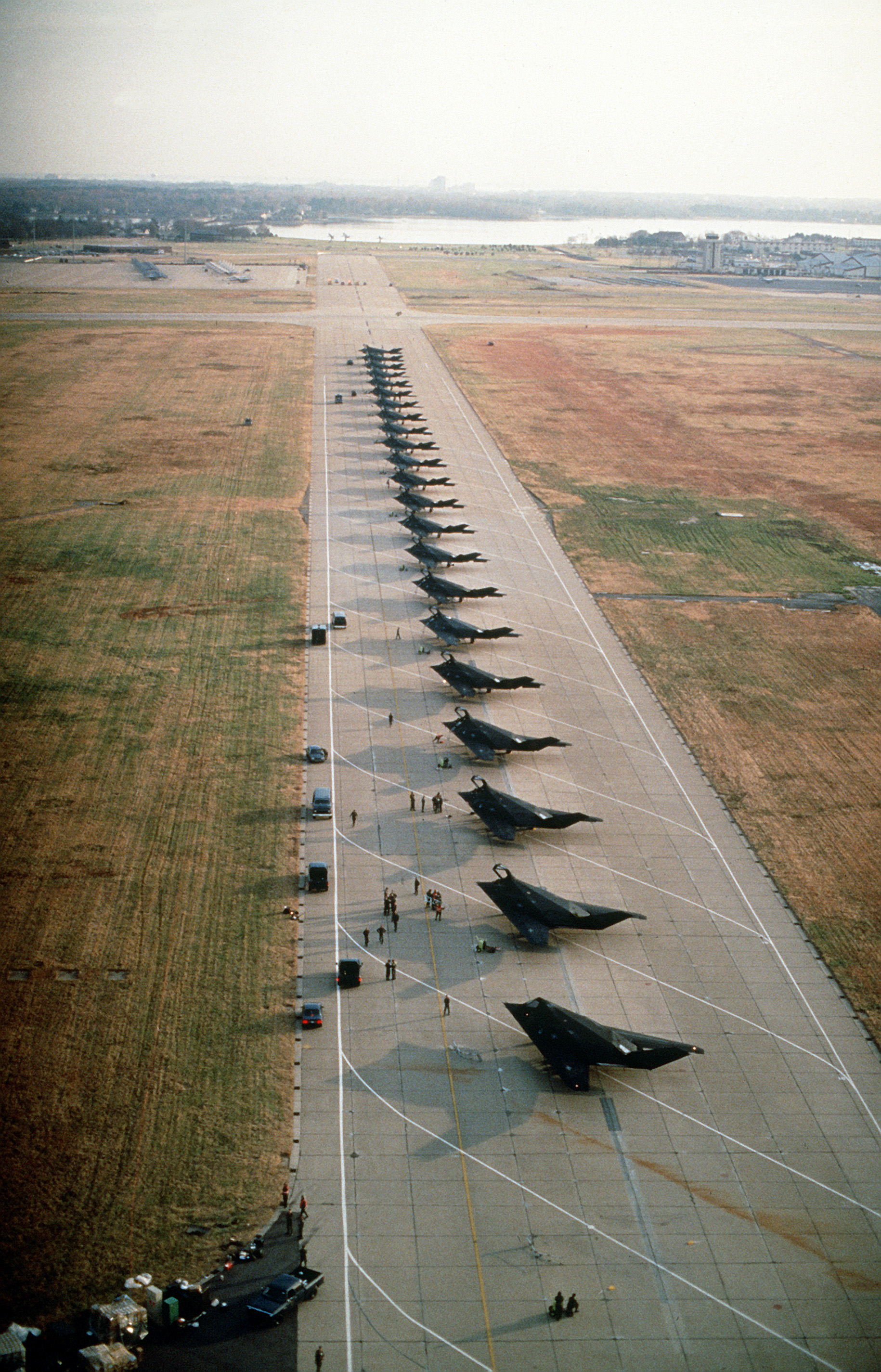
配備されるF-117

## 概要
世界初の実用的なステルス機として1981年に初飛行を行った、アメリカ空軍の攻撃機である。レーダーから発見されにくくするため、平面で構成された独特の多面体の機体形状をしている。これにより空気力学的に不安定な形状となっているが、操縦にフライ・バイ・ワイヤを採用し、姿勢制御にコンピュータを介在させることで安定性を確保した。1982年には部隊配備が始まっていたが、アメリカ国防総省が1988年11月に不鮮明な写真を公開するまで、詳細はおろか存在自体が極秘扱いとされていた。
機体は黒一色に塗装され、主に夜間作戦に使用されることから、アメリカヨタカを意味する「ナイトホーク（Nighthawk）」の愛称が与えられた。
1983年に実戦配備がスタートし、1990年までに全59機の配備が完了した。攻撃機として主に重要施設への空爆を任務としており、湾岸戦争をはじめいくつかの実戦で使用されたが、撃墜による損失はコソボ紛争における1機のみとされている。
運用・維持コストの高さから2008年4月22日をもって全機が退役し、現在は研究や訓練サポート等の限られた用途で使用されている。
2016年12月23日に米国議会で可決された2017年国防授権法(NDAA)により、今後毎年4機のペースで廃棄処分することが決定、飛行可能な機体を残しつつ、部品の取り卸しを行いながら段階的に廃棄を進めていくことが明らかになった。
1機当たりの価格は約4,500万ドル（2006年上半期）。技術流出を防ぐため、輸出は行われなかった。

## 歴史
1970年代中期、国防高等研究計画局（DARPA）は、アメリカ国内の航空機メーカー5社に対しステルス戦闘機形態の研究契約を締結した。当初ロッキード社は、1960年代以降戦闘機の開発経験が皆無であったことを理由に参入を見送られていたが、同社のスカンクワークス部長ベン・リッチの主導のもと自主開発研究を行い、国防高等研究計画局に働きかけ追加参入を成功させた。
1975年8月にノースロップおよびロッキード社が招聘され、XST：Experimental Survivable Testbedのプランが提示された。これに応じてロッキード社スカンクワークスのトップであったディック・シーラーは電磁気学のスペシャリストのデニス・オーバーホルザーに"見えない戦闘機"の開発が可能であるかどうか打診。オーバーホルザーは可能であるとの見解を示し、コードネーム「Echo1」と言われるレーダー波の物体表面での反射を計算するソフトウェアを作り上げ、引退していたスカンクワークスの数学者であったビル・シュローダーからのアドバイスと、50年前のソビエト連邦でピョートル・ユフィンチェフによって発表されていた電磁波の進行方向を反射面の形状から予測する論文を基にプロトタイプ機を開発した。
ノースロップとロッキード両社のプロトタイプは小型の単座式という共通点はあったが外観は大きく異なり、ノースロップ社の物はレーダー波の乱反射を低減させるために丸みを帯び機体に鋭角を生じさせない形状で、当時からサンディエゴのシーパークで有名だったシャチに似ていることから"Shamu"とあだ名されたのに対し、ロッキード社の物は当初からレーダーを特定方向にのみ反射させるために角張った形状を持っていた。軍配はロッキードに上がり、1976年の4月から開発が開始された。多面体から構成された機体の形状はその飛行特性を危惧されたが、風洞での実験では予想外に良好な結果が得られた。
開発時の考慮事項
ロッキード社によれば、F-117を開発する際に以下の点が考慮された。
1. 目視による発見
2. レーダーによる探知
3. 飛行時の騒音
4. 自身からの電波放射
5. 赤外線による探知
6. 排気ガスや飛行機雲やボルテックスによる発見

ステルス性能を語るとき2.と5.が注目されがちだが、他の性能も必要とされる。1.に関しては機体を黒色に塗り夜間のみ飛行する、4.に関してはレーダーを搭載せず、離陸後は無線交信も行なわない、6.に関しては雨天を含む高湿度環境で飛行しない、といったものである。F-117を昼間作戦に投入する実験として灰色迷彩に塗装した"デイホーク"による試験飛行も行われたが、結局運用コストに見合うだけの成果を得られず、全機退役への道を歩むこととなった。

### ハブ・ブルー

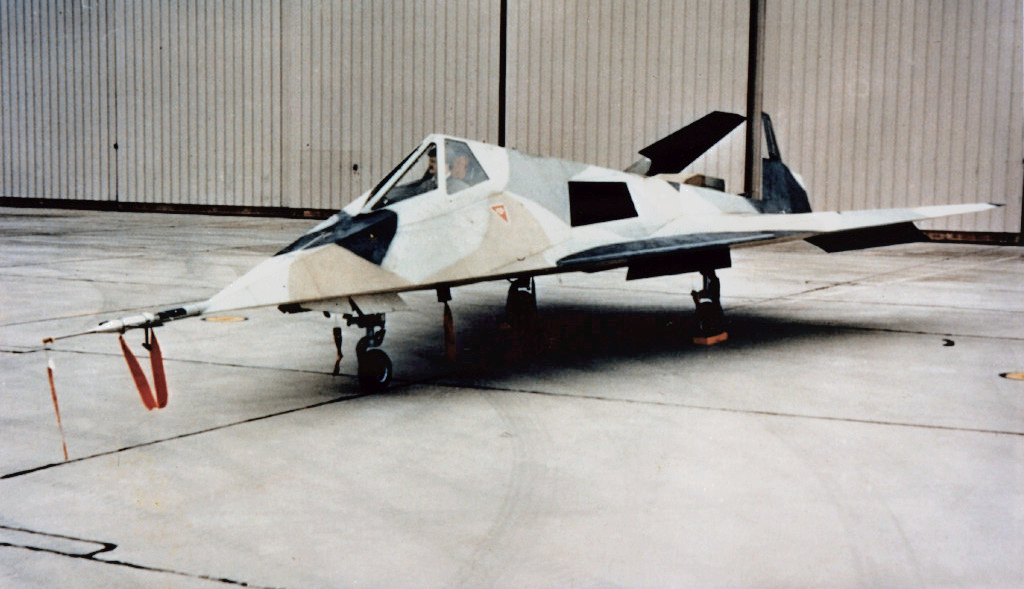
Have Blue

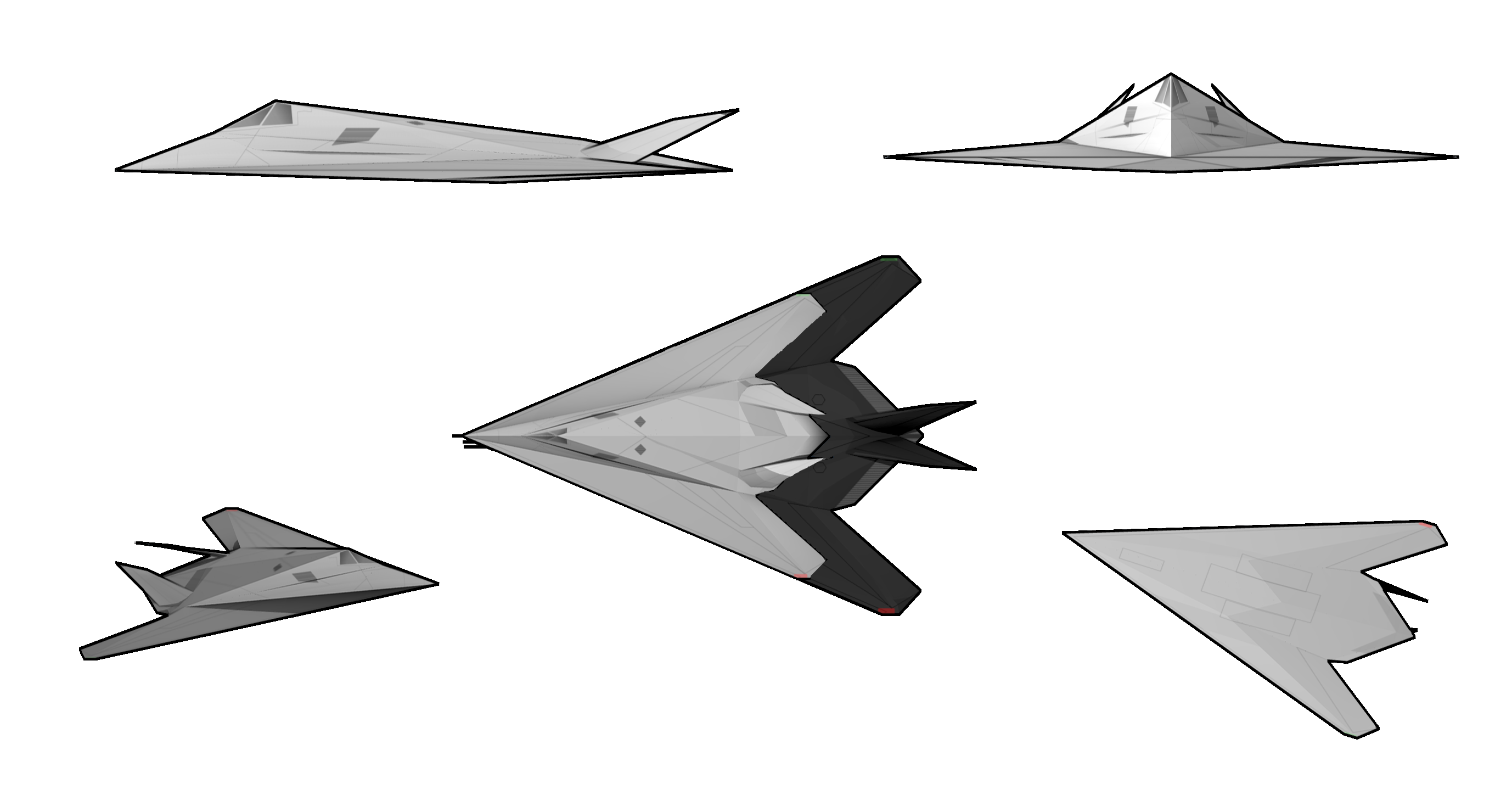
F-117との各所寸法の違いの比較

試作機の開発には、国防高等研究計画局の予算から約3,000万ドルが支出された。性質上、この予算は公にする必要がないものとされた。試作機には「ハブ・ブルー（Have Blue）」のコードネームが与えられ、飛行テストではT-2Bバックアイのゼネラル・エレクトリック社製のJ85-GE-4Aエンジンを転用した。
最初の飛行空力実験機HB1001（1号機）は、J85-GE-4Aエンジンの排気口からの赤外線放射を最小にすることに主眼を置いて設計された。細長い形状を持っていたが、全体的に細身で大きさが量産機の約60%の縮小モデルであったため重量は4,173-5,669Kgと爆撃機としては軽く、垂直尾翼が内側に傾斜する等、量産型とは形状がやや異なる。F-5の着陸用ギアやF-16のFBWが転用されたことで、試作機2機に要した予算は3,700万ドルに抑えられたという。
ハブ・ブルーのスペックは以下の通り。
- 全長：38ft（約11.6m）
- 全幅：22ft（約6.7m）
- 主翼前縁後退角：72.5度（F-117は67.5度）
- 総重量：約12,000ポンド（5,433kg）級
- 乗員：1名

### 飛行試験と試作機の損失
1977年11月4日に、ロッキード社のバーバンクの施設で最初のエンジンテストが行われた。その後も空港が閉鎖された真夜中に限定したうえで、カモフラージュ用のネットがかぶせられて実験が繰り返された。近隣からはその騒音による苦情があったが機密は保持され、後にネバダのグルームレイクにその場は移された。
契約締結からわずか20ヶ月しか経っていない1977年12月1日に初飛行テストが敢行される。35回のテスト飛行が無事行われたが、1978年5月6日に行われた36回目のテストで着陸に失敗。右主脚が途中まで引き込み、ロックができないと判断されたため、高度3,000mまで上昇したのち燃料を完全に消費しパイロットは射出座席により脱出した。エンジンが停止したHB1001は、背面姿勢のまま地上に落下し大破した。また、ロッキード社のテストパイロットのビル・パークは射出座席が正常に分離せず降下時に重傷を負い、引退を余儀なくされた。
事故前から製作が始まっていた2機目のHB1002が、1978年7月20日（同年3月から4月には既に初飛行を行なったとの説あり）に初飛行し、試験飛行を引き継いだ。後に52回の飛行が行われたが53回目の飛行中に油圧系統の故障によりエンジンから発火、炎上した。この2機の破損した実験機は極秘裏に処分され、F-117およびB-2といったステルス機が公開されるようになった現在でもトップシークレット扱いで、わずかに公開された写真を除き、その詳細は不明のままである。
両機とも失われたハブ・ブルーであったが、飛行試験中はアメリカ空軍が誇るE-3早期警戒管制機ですら極めて近距離での状況以外、探知はできなかったなど、ステルス機としての性能を見せつけた。
1978年11月、アメリカ議会は極秘に実用型ステルス戦闘機の開発を承認、本格的な開発に移行した。

### F-117の誕生

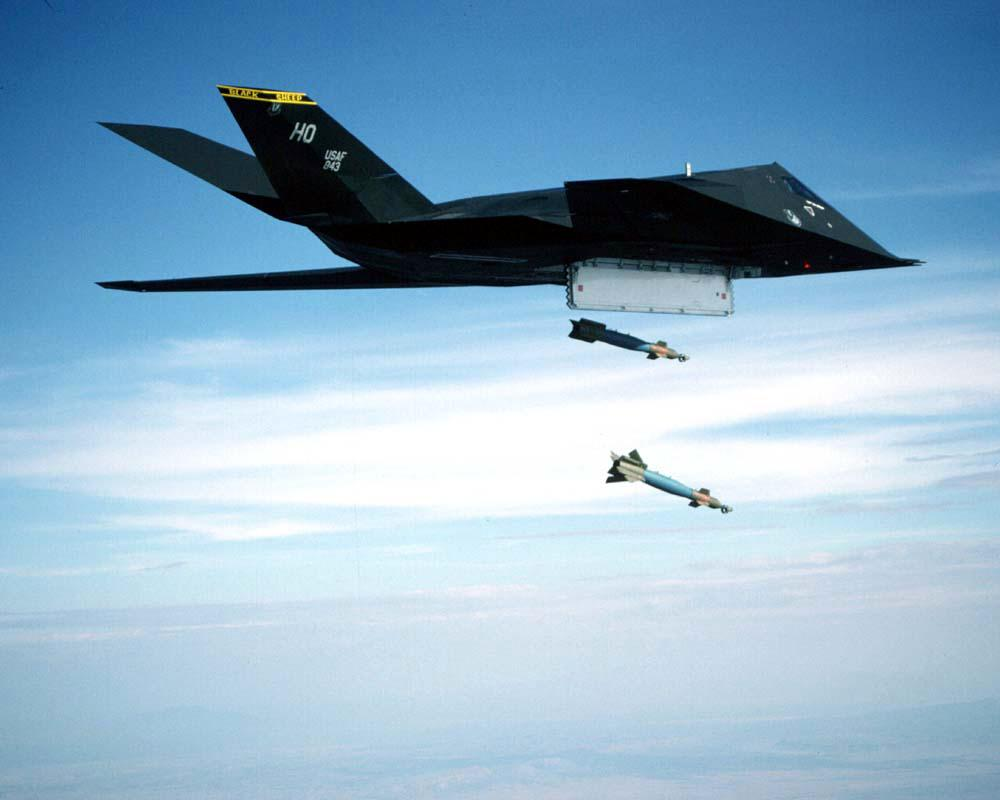
爆弾を投下するF-117

実用機であるF-117の初飛行は、1981年6月18日にグルームレイクで行われた。ロッキード社はF-117を、カリフォルニア州パームデールのスカンクワークスがアメリカ空軍工場42号（ロッキード工場10号）で製作した後、極秘にグルームレイクに輸送、組み立てを行なっている。
機体の形状は、レーダー波を特定方向に反射させる反射角を持たせるためひし形になっている。当時のコンピュータの能力では曲面のシミュレートは事実上無理があり、シミュレーションが容易な角ばった機体となった。航空力学的には飛行に不向きな形状であるため、飛行姿勢は4重に管理されたデジタル・フライ・バイ・ワイヤによりコンピュータ制御されることにより初めて飛行可能な機体といえる。
直線基調の機体であり最初に公表された1枚きりの写真が機体各部の角度を読み取りにくい方向から撮影されていたため、それを元に作成された非公式な三面図は、実機とはかなり違う寸詰まりなものとなっていた。のちに正式な三面図が発表されて、やっとその間違いに気付くほど、当時は情報公開が少なかった。

### 部隊編成
F-117の実機が完成すらしていなかった1980年（1981年説あり）から、既にアメリカ空軍は戦術航空軍団直轄部隊としてトノパー・テストレンジ（Tonopah Test Range：TTR）にステルス戦闘機部隊「第4450戦術群（the 4450th Tactical Group）」を編成している。この第4450戦術群の下に第4450戦術戦闘飛行隊を編成し、F-117の随伴機A-7D攻撃機を配置した。
当初はF-16の配置が予定されたが、機体価格の高さからA-7Dに決定された。これは同時に、まだステルス機の存在が秘密であった初期のころは第4450戦術部隊を"A-7飛行隊"として秘匿することにも役立った。カモフラージュとして用いられたA-7Dは後により安い経費で維持可能なT-38タロンに置き換えられたが、転換訓練を行なうパイロットはA-7Dで慣熟飛行を行なっていた。
最初のF-117の配属が決定したのは1982年5月であり、ジェームス S. アレン大佐が指揮を執ることとなった。大佐は1983年8月23日の部隊によるF-117の初飛行も自身で行なっている。部隊は1983年10月28日に稼働したが、十分なF-117はまだ配備されていなかった。このためパイロットの飛行時間を維持することが課題となり、飛行特性が似ていると言われるA-7Dを使ってパイロットの飛行時間を延ばした。

### 公となったステルス機
1988年1月、アメリカの老舗軍事情報誌である『Armed Forces Journal』(英語版)は同月に発行された号にて「"F-19"として存在が噂されている機体は実際に存在しているが、形式名はF-19ではなく"F-117"であり、“ナイトホーク(Night Hawk)”というニックネームも与えられている」との記事を掲載した。
1980年代を通して「アメリカ軍ではレーダーに映らない特殊な性能を持った戦闘機が"F-19"の名称で極秘に開発されている」として様々な推測や憶測がマスメディアを中心に語られていた（後述「#「F-19」とプラスチックモデル」の節参照）が、この時期になるとメディアに掲載される推測も実態に迫ったものになってきていた。また、B-2ステルス爆撃機を開発することになるATB（Advanced Technology Bomber. 先進技術爆撃機）と新たなステルス戦闘機の開発計画であるATF（先進戦術戦闘機計画）の両計画が情報非公開の状態で進めることが難しい段階に進んでいたこと、B-2を公表することも決定されていた。これらの事情から、アメリカ国防総省はステルス機やF-117について秘匿し続けることは不可能と判断し、情報の公開を決定した。
ステルス機についての情報を公開するにあたり、国防総省は当初は発表時期を1988年10月内に予定していたが、この年は大統領選挙（1988年アメリカ合衆国大統領選挙）が行われるため、上院軍事委員会(SASC. United States Senate Committee on Armed Services)からは情報公開による政治的混乱を回避することが求められ、選挙の終了する同年11月8日以降が情報公開の時期として定められた。国防総省は事前に与野党議員やNATOを始めとする同盟各国等の関係各方面に内密に打診した上で準備を進め、1988年11月10日に会見が行われた。
この時明らかにされた項目は以下の通りである。
- アメリカ空軍とロッキード社による開発で、F-117はすでに実用段階となり昼間飛行を行う段階に達したこと
- 開発計画は1978年に開始されたこと
- 初飛行日時と1983年に初期運用段階に達したこと
- この計画は終始、アメリカ議会委員会の特に超党派から支持を受けたこと
- 機体はV字型尾翼を有する双発機であること
- 59機の発注がなされ、すでに52機が納入済み
- トノパー基地の第4450戦術群に配備され、運用段階に移行していること
- 第4450戦術群には練習機としてA-7Dが20機配備・使用されていること
- 過去に2機が墜落し、乗員2名が死亡していること

この乏しい内容に記者たちは質問を浴びせたが、国防総省の報道官は「ノーコメント」を連発している。回答を拒否した項目は以下の通りであった。
- 下請け会社・エンジンメーカー
- 搭載兵装・搭載電子機器
- 第4450戦術群の任務内容
- 複座型の有無
- 外国での作戦参加の有無

下請け会社を秘匿としたのは、そこから情報が漏れることを危惧したためとされる。また、戦術戦闘機という抽象的な任務しか公表していないため、搭載兵装や部隊の任務などは当然ながら極秘とされた。
この発表により、実際のステルス戦闘機がこれまで推測されたものとは全く異なる外形であることが分かり、メディアなど各方面に大きな衝撃を与えた。
アメリカ軍は軍事専門家にF-117の機体形状を示しレーダー反射効率を推計することを依頼したが、いずれの専門家の回答も実際のF-117のものよりも遥かに大きく見積もられた数値を提示した。これは、アメリカ軍が「限定的な情報公開であればステルス機についての正確な技術情報を秘匿し続けられる」として情報公開に問題なしと判断する根拠になった。

### 参加作戦
- 実戦初参加は1989年12月19日に行われた「ジャスト・コーズ作戦（Operation Just Cause）」の支援である。当初この作戦はパナマで一大麻薬組織と結託する独裁者マヌエル・ノリエガの誘拐であり、2機のF-117が参加したが途中で作戦目標がリオ・ハトのパナマ防衛軍（PDF：Panamanian Defence Force）を混乱させることに変更され、バックアップのために急遽別の2機が作戦に参加。最終的に更に2機が追加され、合計6機が作戦に加わった。この編隊はネバダのトノパーから出撃し、5回の空中給油を受けて目標へ飛行、2,000lb GBU-27A/BおよびBLU-109B/I-2000を投下したが目標の兵舎から数百フィートも外れて着弾し、作戦は後に議会から失敗だったと叩かれた。なお、このとき最初の爆弾投下を行なったのはグレッグ・フィースト少佐で、後に「砂漠の嵐」作戦に参加し、イラクでの爆撃も行なっている[3]。
- F-117が一躍有名となったのは1991年の湾岸戦争の際である。爆弾が命中するシーンの映像などが連日テレビで流され、ハイテク戦争を印象付けた戦争ではあったが、実際にはF-117以外の一般の部隊はコストの問題から誘導爆弾が使われた比率は少なく、ほとんどは無誘導爆弾が使われた。一方、F-117の部隊においては終始GBU-27誘導爆弾を使用している。湾岸戦争では44機が参加。42日間、合計1,271ソーティの爆撃を遂行し、1機も被害を出さなかった[3]。

### 唯一の被撃墜例

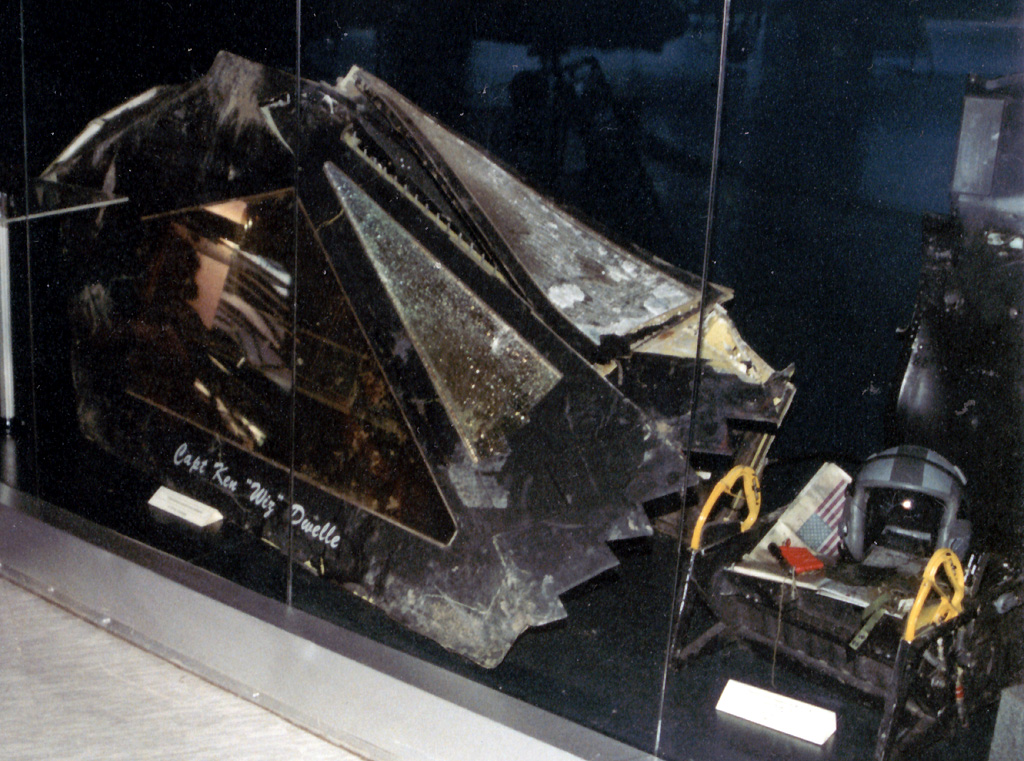
展示される撃墜されたF-117のキャノピー（風防）と搭乗員のヘルメット

コソボ空爆において、1999年3月27日にセルビアの首都ベオグラード近郊上空で第49戦闘航空団に所属する1機、コールサイン「ヴェガ31」、シリアルナンバー「82-0806」（1982年度会計発注の22号機）が撃墜されている。同機は、1984年8月20日に進空して同年9月12日に空軍へ引き渡されており、湾岸戦争では第415戦術戦闘飛行隊に所属し39回出撃している。撃墜当日、同機は僚機とともにネヴァダの基地から発進し大西洋を横断し、数回の空中給油の後、地中海上で最後の空中給油の後ベオグラード近郊まで進んだところで撃墜された。撃墜後パイロットは緊急脱出し、数時間後に救助されている。同機のキャノピーのフレームには「ケン・"ウィズ"・デュエル大尉」と記載されているが、同パイロットは当時除隊を控えているためアメリカ本土に居た。当初はパイロットの名前、階級は公表されなかったが、Dale Selko(デール・ゼルコ)大尉（当時。2007年時中佐）が当日操縦していたことが明らかになっている。また、撃墜された時にパイロットが、僚機（「ヴェガ32」)等及び管制機に向けて発した、「Mayday! Mayday! Mayday! Vega 31 …」との連呼した救助コールと、それに呼応する音声、及び続いて発信されたF-117の遭難信号音等も傍受され録音が残っている。自機のレーダーも外し、僚機との交信も控えて隠密作戦をするF-117であるが、墜落時には敵側にも傍受可能なウォーキートーキーを使って救助発信を行なった。
事件当初、様々な説があったものの、その後、アメリカ合衆国、セルビア側の双方で公表され、当事者のインタビュー記事などもあり、概容は判明している。
迎撃したのはユーゴスラビア防空軍第250地対空ミサイル旅団第3中隊で、同部隊は開戦と同時に従来のミサイル基地から秘密基地に移動しており、開戦後数日で従来のミサイル基地にやってきた3発の巡航ミサイルからの被爆を回避していた。F-117の撃墜時刻に任務分担についていた8名の班の指揮官名はダニ・ゾルタン中佐。撃墜に利用された兵器は1960年代初期に登場した中低高度用対空ミサイルS-125N ネヴァー（西側名称SA-3ゴア）である。当時のS-125の射撃管制システムは、目標捕捉レーダー、追跡管制レーダー、高角レーダー、TV追跡システムからなり、この第3中隊では西側の新鋭軍用機に対応するために射撃管制システムを改良しており、レーダーの送受信機を改造して長波長、低周波数の電波を利用してF-117の探知を可能にしていたとされる。F-117に対して発射された2発の対空ミサイルの内、一発がF-117の左翼を直撃し、F-117は墜落した。パイロットは当日の作戦について最初から撃墜されることを危惧しており、当日の現地の天候が雨模様だったことも、撃墜された原因の一つとして挙げている。いずれにせよ「見えないはずの爆撃機」を「狙い撃ち」できたわけである。この教訓からか最近のロシア戦闘機は、Su-57を始めとして、機首に装備しているXバンドレーダーだけでなく、主翼前縁スラットにLバンドレーダー（N036L-1-01）を装備し、対ステルス対策としているとの説もある。
セルビアの山中に墜落した機体の残骸は、ベオグラードの航空博物館に展示されている。紛争当時のクロアチア陸軍参謀総長だったドマゼット＝ロソは、一部の残骸はスロボダン・ミロシェヴィッチ政権時代からセルビアと友好国である中華人民共和国に提供され、殲20といったステルス戦闘機などが開発されたと主張した。これについて「撃墜されたF-117の部品を入手した中国にとって、最大のステルス技術の収穫は、F-117が木製の飛行機だったことだ。」との笑い話も中国情報部で囁かれたという。

### 退役と一部運用復帰
高いステルス性を持つF-22 ラプター、B-2 スピリットが配備されたことに加え、高い機動性を持つステルス戦闘機であるF-35 ライトニング IIも将来配備される予定であることと、これらのステルス機が「1時間飛ぶと30時間メンテナンスが必要」と米議会で質問されたように、F-117も機体表面のステルス能力の維持に時間がかかり、費用も高くつくことから、2008年4月22日をもって全機が退役した。
退役後はネバダ州にあるトノパー・テストレンジでモスボールにて保管され、必要が生じれば復帰することもあるという。また、機密情報を保持したまま解体する最適な方法を探るため、2008年8月26日に1機が同実験場で解体実験に供された。
しかし、2014年頃にアメリカ・ネバダ州のトノパ・テストレンジにてF-117が飛行しているところを目撃されたことから、米空軍はいまだなんらかの用途で飛行可能なF-117を数機保存している可能性が浮上。2018年7月にはネバダ州の空軍飛行場で飛行している機体が目撃されたほか、2019年2月26・27日にもカリフォルニア州パナミント山脈近くのパナミント・バレーで、2機のF-16と共に飛行している姿が撮影されており、レーダ反射断面積のデータ収集をしているものと推測された。
2021年7月にはネリス空軍基地およびネリス試験訓練場で開催されているレッドフラッグ 21-3演習にて、垂直尾翼に「TR」のテールコードが記された2機のF-117が飛行している姿が鮮明に撮影されており、現在でもステルス能力を持つ仮想敵機として運用されていると考えられていた。
その後、米空軍は2021年9月20日に「現在でもF-117を研究や訓練サポートなどの限られた目的で使用している」とした上で、同月13日に2機のF-117をフレズノ・ヨセミテ国際空港（フレズノ空軍基地）へ展開し、異機種間空戦訓練を行っていると発表した。
今後は概要の項目で既述の通り、博物館への収蔵等の目的で保存される機体を除いて全機が廃棄処分されることが決定している。オハイオ州デイトンのライトパターソン空軍基地に隣接する国立アメリカ空軍博物館に1機が収蔵、展示されている。

## 特徴

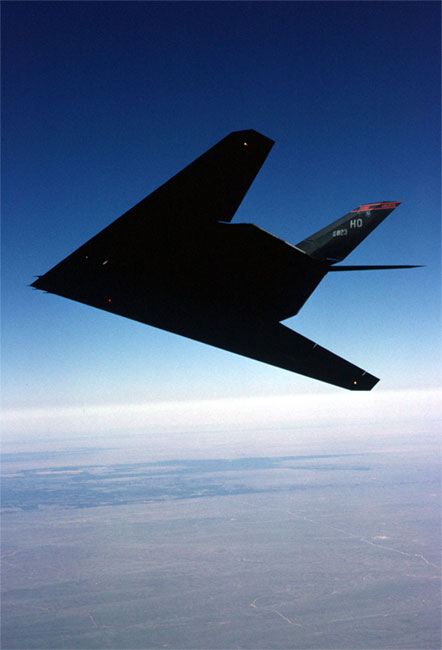
それまでの航空機にはない、独特な形状である

F-117は敵のレーダーに発見されにくいステルス技術を全面的に取り入れた世界初の航空機であり、従来の航空機のイメージを覆す多面体の形状をしているのが特徴であるが、一部においては既存のジェット機の技術が採用されており、操縦系統はF-16から、コックピットの機能はF/A-18から、ナビゲーションシステムはB-52から採用している。
レーダーや赤外線などではできるだけ敵に発見されないように以下の対策が施されている。

### レーダー対策
敵レーダー波を照射源方向に反射させないために、いくつかの工夫が行なわれている。
形状制御
敵レーダーに発見されにくくするために多面体の形状をしている。機体全体は平たいエイのような形で機体下面はほぼ1枚の平面で構成されている。操縦席やエンジンを含めた機体中央部は多角形状に上方に膨らんでいる。これはステルス技術の形状制御から生まれた形であり、レーダー入射波を散乱及び後方背面波とすることによってレーダー反射断面積（RCS）を下げる機体形状となっている。機体表面から突起物を可能な限り減らしたり、エンジンの吸入効率を下げてまでエアインテークに電波の侵入を防ぐ金属製グリッドを装着して内部の多様な反射面の露出を抑えている。
兵装の機内搭載
形状制御の一環として、兵装は機体下部2箇所の兵器倉に収納する。搭載可能な兵器はMk.84 2,000lbの通常爆弾、もしくはGBU-27またはGBU-10の二種類のレーザー誘導爆弾を各兵器倉に1発ずつ搭載できるが、GBU-29,30,31,32JDAMやAGM-154 JSOWなど他の爆弾の搭載も可能。他、AGM-65空対地ミサイルやAGM-158巡航ミサイル、AGM-88対レーダーミサイルやAIM-9L空対空ミサイルなども運用出来るとされる。
RAM
機体表面はRAM（Radar Absorbent Material）と呼ばれるレーダー波を吸収する材料であるグラファイト/エポキシ複合材で覆われており、機体内部にも電波反射の少ない非金属素材が使用されている。
キャノピー
いかにステルスを重視した形状であってもパイロットが乗り込み様々な機器が配置されているコックピットは、レーダー波が飛び込むと乱反射を繰り返した挙句に不用意な方向へそれを返してしまいかねない。たとえばパイロットが装着するヘルメットは球体に近く、あらゆる方向にレーダー波を反射しうる。
そこでF-117では機体の延長線に沿った（曲面ではない）板状のキャノピーパネルを採用し意図した方向へとレーダー波を逸らすように設計され、また、金を蒸着することでコックピット内部にレーダー波が入り込むことを防いでいる。しかし、この形状のために視界前方に四本の太いピラー(柱)が設けられているため、前方視界は他の戦闘機と比べて劣悪を極める。後方視界は全く無い。
これらの工夫によって高いステルス性能を獲得できた一方で、ステルス性を最重視した機体形状は空力学的に優れた形状とは言えず、最高巡航速度もF-4などの主力戦闘機と比べて劣る。1997年9月14日にアメリカのメリーランド州のボルチモア航空ショーでのデモ飛行の際、アクロバティックな旋回や機動を繰り返したために主翼に過負荷が掛かり、飛行中に突然左主翼が取り付け部分で大破し機体は近隣の住宅地に墜落、パイロットは脱出したものの住宅二棟が全焼するという被害を起こしている。これをカバーするため、四重のデジタル・フライ・バイ・ワイヤ技術により安定した飛行を可能としている。また特殊な形状の機体であるがゆえに、他の戦闘機に設けられている格納式のラダー(梯子)を機体に組み込むことができず、導入に当たってはパイロットの乗降や整備のために専用のタラップを運用する基地で調達する必要に迫られるなどの弊害も生じた。

### 赤外線対策
F-117ではレーダー以外のセンサーに対するステルス性も考慮されている。例えばエンジンはアフターバーナー非搭載のF404-GE-F1D2を使用し、排気口を機体上面に設けるなど、できるだけ赤外線によって発見される危険を減らす工夫を行なっている。

### レーダー能力の放棄
使用していない間でも外部からの電波をよく反射させ、使用すれば敵のレーダー警戒装置（RWR）によって探知される危険が高いために、F-117ではあえて機上レーダーを搭載せず、目標の探知や捕捉などには、機体下面の前脚部にある目標指示用のレーザー目標指示装置や機首最前部にあるFLIR（前方監視赤外線装置）、機首下にある引き込み式のDLIR（下方監視赤外線装置）などを使用している。

### 夜間飛行専用
機体が黒いのは夜間に飛行することで人の肉眼での視認も避けるよう、夜間飛行に特化した塗装が行なわれているためである。
また、2003年12月23日にはシリアルナンバー「85-0835」（1985年度会計発注の51号機）が試験的にコンパス・ゴーストグレイ主体の昼間ロービジ塗装を施してロールアウトし、2004年5月から第53航空団第53試験評価航空群第1分遣隊ドラゴンチームで運用評価試験が行われたこともあり、評価試験中の機体は俗に「Dayhawk」（昼の鷹）やドラゴンチームに因んで「Grey Dragon」（灰色の竜）と呼ばれた。

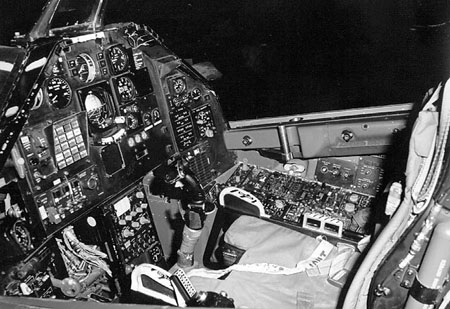
コックピット
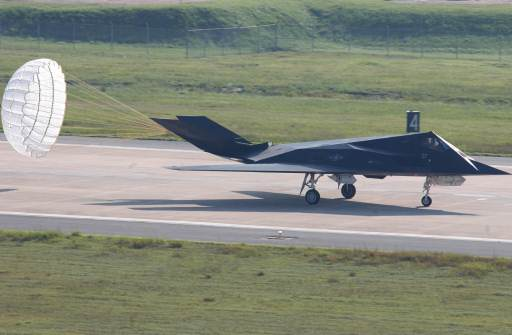
着陸するF-117
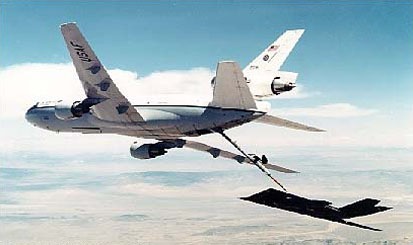
空中給油を受けるF-117
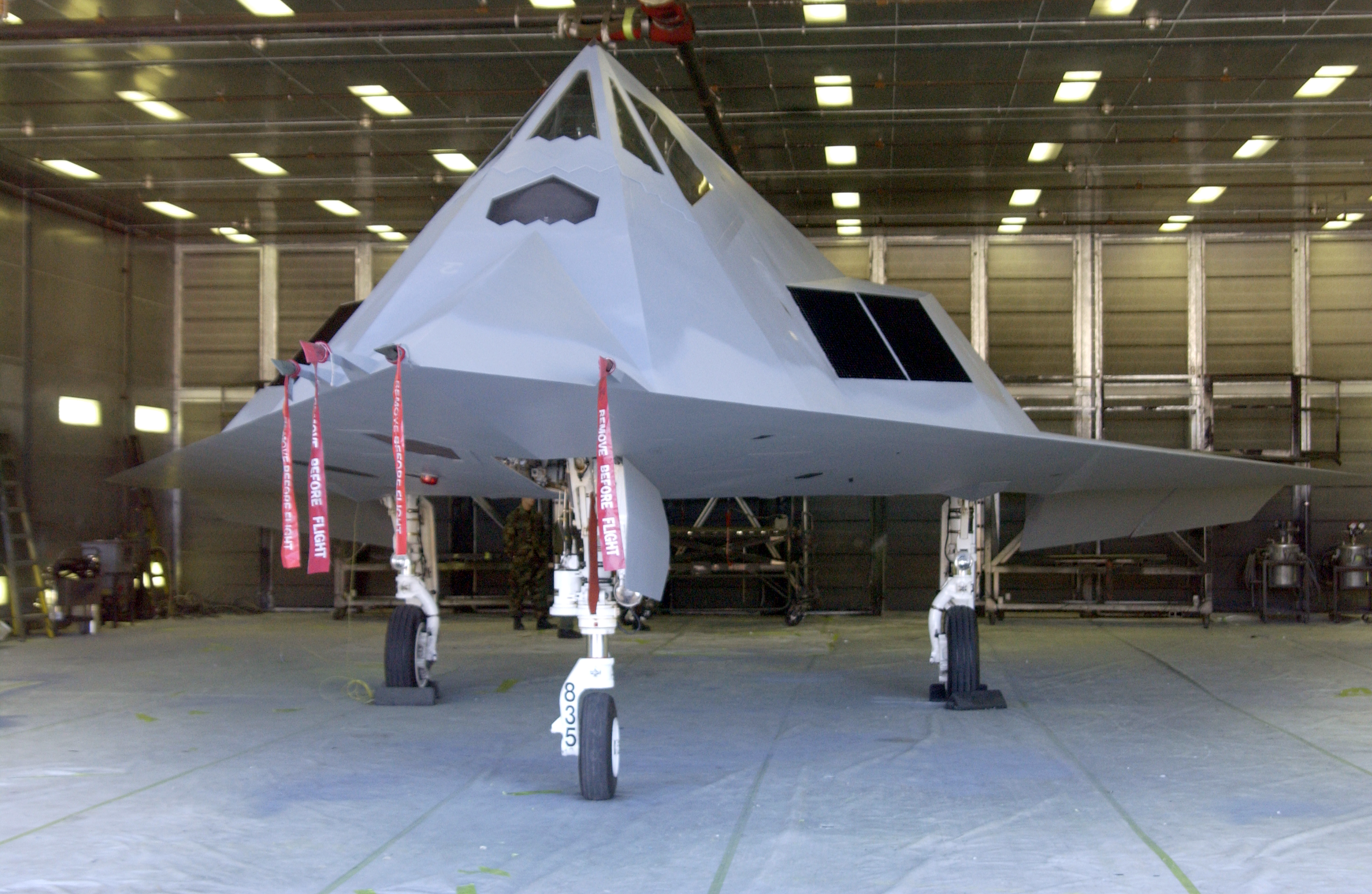
制空迷彩が施された「グレイドラゴン」

量産体制に移行する前に試作された機体の内、一号機は当初スカンクワークスのベン・リッチの発案によって迷彩塗装が施されていたが、後に明灰色に塗り替えられた。その後F-117Aが夜間に運用されることが決まった際に黒一色に塗り替えられている。
2008年3月11日にエドワーズ空軍基地で開催された航空ショーで、退役に際して行われたF-117Aの退役セレモニーでは、機体底面にアメリカ合衆国の国旗である星条旗をペイントした特別塗装の機体がデモ飛行を行い、引退に花を添えている。

## 対地攻撃飛行

### 飛行ルート
対地攻撃任務の多くの時間は、あらかじめ設定されたルートを自動操縦装置により飛行する。編隊飛行はせずに、原則として単独飛行で任務遂行する。

### 飛行特性
全般的な特性はデルタ翼機のそれとほぼ同じである。その形状により空力特性は悪く、一般的な戦闘機や攻撃機と比べて機動性に劣り、フライ・バイ・ワイヤの使用によって無理に飛ばしているとも言える。そのため、離着陸の速度は比較的高く、長い滑走路を必要とする。着陸時にはドラッグシュートを用いてタッチダウン後の着陸速度を下げている。亜音速では機首が上がり、急旋回すると速度が大幅に低下して高度が下がり、墜落事故も起こしている。また前述の通り、アクロバット飛行で主翼に過負荷をかけたために主翼を破損して墜落する事故も起きていることから、機動特性は良くないと考えられている。
エンジン整流板が付いているので飛行音は非常に静か。また、前述の理由と、アフターバーナーを装備していないために超音速飛行はできない。

### 兵装
空対空ミサイルについては、自衛用としてAIM-9L サイドワインダーを搭載可能ではあるが、機体試験で搭載と発射をしたのみで、F-117の訓練にAIM-9の発射訓練は含まれておらず、実戦部隊で装備された記録も無い。また、機関砲などは搭載されていない。

### Fナンバー
F-117は戦闘機を表すFナンバーを冠している。しかし当時の技術力でステルス性を限界まで優先した機体設計のために厳しい機動制限があり、また最高速度も亜音速に留まるため、実戦での空戦能力は無いに等しい。このため、F-15やF-16のような制空・迎撃ではなく、対地攻撃や偵察に用いられる。そのため、本項目では戦闘機と明記したが、実際の運用上は攻撃機に分類される。
命名当時のアメリカ空軍に攻撃機を示すAナンバーを使う習慣がなかったという説明がなされているものの、米空軍は既にA-10 サンダーボルトII というAナンバーを持つ機体も導入しているため、信憑性は低い。
一説には、このような最新鋭機を操縦するようなパイロットは軍用機の花形たる戦闘機に乗りたがる傾向があり、鋭くとがった近未来的な形状と合わせて「F」ナンバーを付けたという談話があるとされている。
さらにF-117という制式コードも、センチュリーシリーズにおいて直前の機体はF-111であって、112-116までの番号を飛ばしてこの名称にしている。これについては、117の名称を持つ偵察衛星や音響監視システムなどの画期的な製品にあやかってあえてこの番号をつけたという説がある。もしくは、アメリカが秘密裏に保有するソビエト製戦闘機にF-112-116が割り当てられており、万が一外部に情報が漏れた時、F-117もまた、そういう機体だとミスリードするのが目的だったなど、いろいろな説がある。
航空関係者の間では、F-117は政治的な偽装名称で真実の制式コードはF-19であることに疑いを持つ者はほとんど居ないと言われるほどだが、今のところ当事者の米空軍からは両者の関係についてなんの説明もない。117という数字は搭載エンジンの型式だという説もある。
正式公開以前は、同じく欠番になっている「F-19」がこのステルス機ではないかとする説が有力だった。また、この機体（F-117またはF-19）の姿が公表されるまでは、実際の機体とは正反対に電波を特定方向に反射しない曲面で構成されていると言われ、丸い曲面からなる想像図がいくつか流布した。これを基にしたプラモデル（イタレリ社の「F-19 Stealth」など）も発売され、「フリスビー」という愛称もつけられた。後の小説で、当該機を取り上げる際に「フリスビー部隊」と呼ぶものがある。

## 派生型
F-117N シーホーク
ロッキードから提案されたF-117の海軍型。エンジンをF414に変更、バブルキャノピーの採用、尾翼追加、主翼の大型化、着艦装置および構造強化がされる予定であった。しかし、この型は不採用となっている。

## 逸話など

### レーダーの乱反射
存在が発表される以前はステルス機はレーダーに映らないと言われていた。レーダーは照射した電波が物体に反射されて返ってくるのを感知して対象の大きさや距離などを測定するので、ステルス機は照射された電波をさまざまな方向に乱反射させてレーダーに映らない程度に弱める、丸みを帯びた形状であると想像されていた。
しかし、実際は電波を特定方向にのみ反射させることで探知方向を制限させるという、予想とは全く逆の方式を用いていた。つまりレーダーに全く映らないのではなく、偶然にも特定方向に反射したレーダー波がキャッチされてしまう場合もありえる。しかしそれはごく短時間で終わってしまい、レーダー上に反映される機影は飛行機と判別されないほど全く異なったものとなってしまう。この関係からレーダー上での機影は数あるアメリカ空軍の機密の中でも最重要軍事機密となっている。これはF-117に限った事ではなく、B-2やF-22などの他のステルス機についても同様である。
また、特定方向以外に反射されるレーダー波も皆無という訳ではなく、極めて微弱でRCSが極端に小さいというだけである。そのため湾岸戦争時には単機で侵入したF-117も、ユーゴスラビア介入の際にはソ連製の濃密な防空システムをかいくぐるためにEA-6B電子戦機の電子戦支援を受けていたといわれる。また、この事実は、「さまざまな方向に乱反射」という手法では、ステルス能力が不十分であることを示している（反射するレーダー波の総量が同じであれば、当然ながら『さまざまな方向に乱反射させたレーダー波』と『特定方向にのみ反射を制限し、その方向以外への微弱な反射レーダー波』を比較すれば、前者のレーダー波のほうが強くなる）。

### レーダー・リフレクター
自機のレーダーがないため単独では周辺の他機の飛行が全くわからない。平時にこのまま飛行すれば友軍機や民間航空機などもF-117のステルス特性のためにお互いがレーダーで見えないので非常に危険である。このため基地から基地へのフェリー時など非戦闘行動時には、レーダー・リフレクターと呼ばれる突起を胴体側面に取り付け、レーダーへの反射を確保する。

### 撮影制限
エンジン排気口は機密とされ、従来は後方からの撮影が禁止されていたが、現在では一般雑誌などでも見ることが出来る。排気口は押しつぶされたように極端に横方向へ押し広げられており、整流フィンが内部に並んだハーモニカの吹き口のような形状を成している。これに加えて排気口の真下に吸熱タイルを配置して排気温度を下げる工夫がされている

### 木材の使用
レーダー探知を極力避けるために非金属素材が多用されていると言われ、コソボ紛争で撃墜された機体片の写真では木材が使われているのが確認できる。

### ステルスと直線デザイン
F-117の直線的デザインは今までの航空機には無いものであり、各方面に大きな衝撃を与えた。そのため一時期は、この独特な形状はステルス設計に必須のものであると解釈されたこともある。ただし上記でも述べた通り、これは当時の設計用コンピューターの能力による限界のため、このような単純な設計でしかレーダー波の反射のシミュレーションができなかったからである。

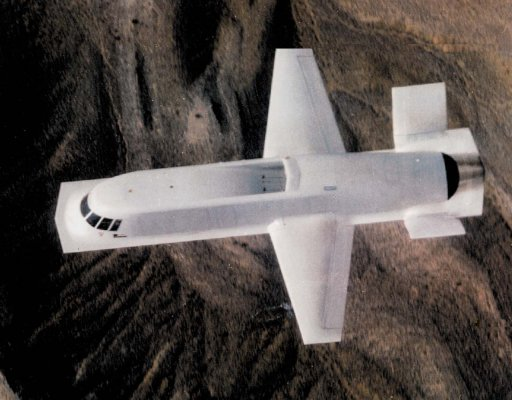
ノースロップのステルス技術の原型となったタシット・ブルー

一方、ロッキードほどのコンピューターを持たなかったノースロップは、ステルス技術の開発は元ヒューズ社のレーダー技術者であるジョン・キャッセンの経験により乱反射の低減を主目的にし機体に凹凸や鋭角を作らないことを根幹として、粘土を使った模型による実験により行われ、さらにノースロップB-2爆撃機の設計時には技術が進歩したコンピューターを使用し、曲面でのシミュレーションを可能にしている。
ただし、表面形状を維持するための整備は平面よりも曲面のほうが遥かに困難になるため、B-2の曲面設計は同時に整備コストが大きくなるという問題を生じさせた。

### パーソナルマーク
実戦で使用される戦闘機・攻撃機にはパーソナルマークやパイロットのTACネームを機体にペイントする慣例があるが、F-117ではステルス性を損なうことを理由に上層部から許可がおりなかった。しかし現場の兵は、色々と思案した末に爆弾倉のドア内面にペイントを施した。ステルス性を重視して作られたF-117とはいえ、爆弾倉の内側の塗装はごく普通のオフホワイト塗装になっていたからである。
また、F-117退役セレモニーの際には多くの関係者達がこのドア内側にサインやメッセージを書き込んだ。

### パイロットの負担
湾岸戦争においてF-117パイロットは非常な負担を強いられたが、これはその秘匿性及び整備性とその長時間飛行に拠るところが大きい。
通常の攻撃機ならば押し上げられる戦線にともなって発進する基地も前方に移動できるため、爆撃ポイントと基地での距離がそう変わることはないが、F-117の場合は機密と整備を満足できる基地がそう多くあるわけもなく、結果として開戦当初から戦闘終結まで同じ基地を使用せざるを得なかった。
F-117につきまとう単座・亜音速飛行そして夜間限定という条件と共に、日々爆撃ポイントが遠ざかってゆくなかで一回の攻撃にかかる時間は延びていき、最終的には5時間を超える長時間ミッションになってしまった。
その後GPS誘導システムなどを充実させることで負担は軽減されたものの、パイロット不足などの関係から近年F-15Eでも同種の長時間ミッション問題が発生している。

### 撃墜機体
コソボ紛争で撃墜された機体は、ベオグラード航空博物館で展示されている。

### 「F-19」とプラスチックモデル
実機こそ確認されていなかったが、「アメリカ軍は秘密裏にステルス戦闘機を開発しており、既に実用機も存在している」として、その存在は1980年代半ばには公然の秘密となっていたため、各軍事関係書籍などでは「F-19」と仮定されたステルス機の想像図が数種類発表されていた。共通していたのは、機体の各部が曲線で構成されており垂直尾翼が内側に向いているといった点で、同じロッキード製軍用機であるSR-71を小型化したようなデザインであった。

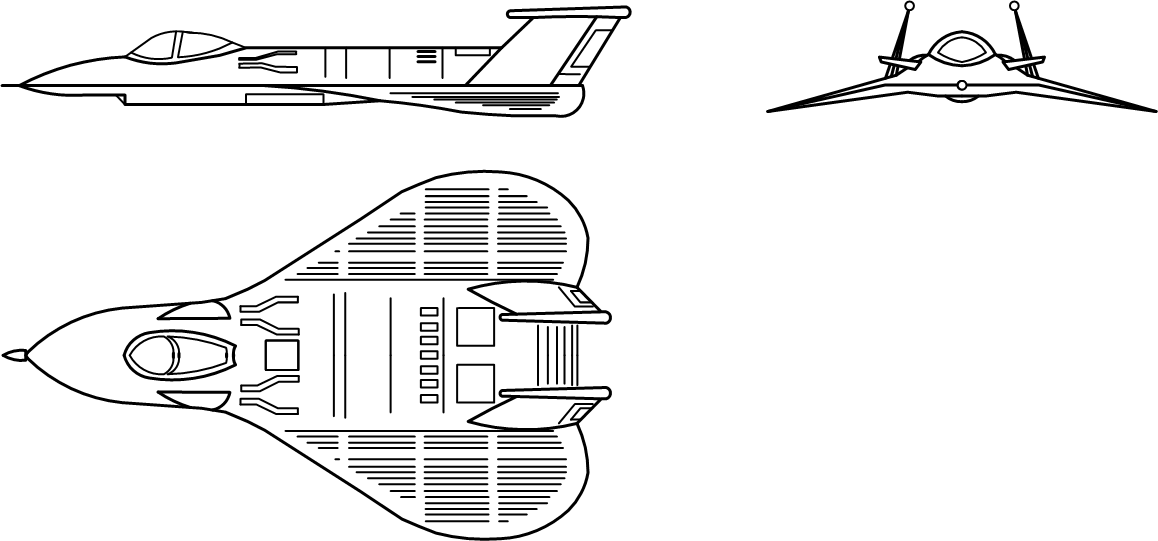
テスター/イタレリ版の「F-19のプラモデル」を元に描かれた"F-19"の3面図
この図は多少簡略化されているが、一見してわかるように実際のF-117とは全く似ておらず、共通点がない

「F-19」という名が一人歩きを始めた原因の一つが、アメリカ合衆国イリノイ州に本拠をおく模型メーカー、テスター（Testor）社が同社のデザイナーによって創作して模型化した、「F-19」のプラスチック製スケールモデルキットの存在である。このキットは、「アメリカの開発した極秘のステルス機を独自の情報源により再現した」とうたわれていた。また、当時漏れ伝えられていたステルス技術を反映して、「ミサイルなどは機体内に搭載する」、「機体は曲線で構成され、二枚の垂直尾翼は内側に傾斜している」といった形状をしていた。上記のようなステルス戦闘機に対する関心や憶測もあり、このモデルはマスコミなどに持て囃され、発売年のクリスマス商戦の目玉商品となったことから、ベストセラーとなった。
このモデルは実際のF-117とは全く似ていなかったが、これについて記者が国防総省のスポークスマンにコメントを求めたところ、「ある程度の航空機についての知識を有する者ならば、この程度の形状は想像し得るだろう」という、肯定も否定もしない返答であった。この「否定」されない返答が売り上げ増に拍車をかけたとされる。この"F-19"について、F-117の開発を行っていた時期にスカンクワークスの責任者だったベン・リッチは引退後、自著の中で「このインチキ戦闘機と社内の内紛のせいで、ロッキード社の機密保持に問題があるとしたアメリカ議会の公聴会に呼び出されそうになった」（本人の出席は免れたが、当時のロッキード社の社長が出席している）と記載している。
上述のプラモデルはテスター社の他に同社と提携関係にあったイタリアのイタレリ社からも発売され、両者の製品はパッケージ以外は同一のものであったが、イタレリ社の方が世界的に見て販路が広かったため、このF-19のプラモデルは“イタレリの製品”として著名である。この他、宇宙開発技術企業で人工衛星の製造を手掛けるロラール社が広報用イラストに描いたものを基にしたプラスチックモデルキットもモノグラム社から発売されていた。日本ではアリイがテスター/イタレリのモデルのデザインを元に独自のデザインとして商品化したものを発売しており、同社独自の「訓練用複座型」といったバリエーションモデルも発売されていた。
F-117の公表後は実機の資料に基づいたF-117のモデルキットが航空機モデルを扱う各模型メーカーより発売され、上述の「F-19のプラモデル」はいずれも廃版もしくは絶版となり、商品によってはプレミア価格で取引されている。

### 情報漏洩
2023年にWar Thunderのフォーラムにて、F-117 の機密情報がリークされたが、即座に削除された。

## 仕様
- 全長：19.4m
- 全幅：13.2m
- 全高：3.9m
- 最高速度：M0.85
- 航続距離:1,200km
- エンジン：F404-GE-F1D2 ターボファン×2基
- 推力:4,990kg×2
- 空虚重量：13,380kg
- 最大離陸重量：23,625kg
- ペイロード:2,000kg
- 乗員：1名
- 製造単価：3,800万ドル